# Меланорозавр
Меланорозавр (лат. Melanorosaurus, от др.-греч. μέλας + ὄρος + σαῦρος, буквально: ящер чёрной горы) — род завроподоморфных динозавров, живший в триасе. Травоядный вид из Южной Африки, имел большое и крепкое тело, передвигался на четырёх лапах. Кости конечностей были крупными и тяжёлыми.

## Открытие

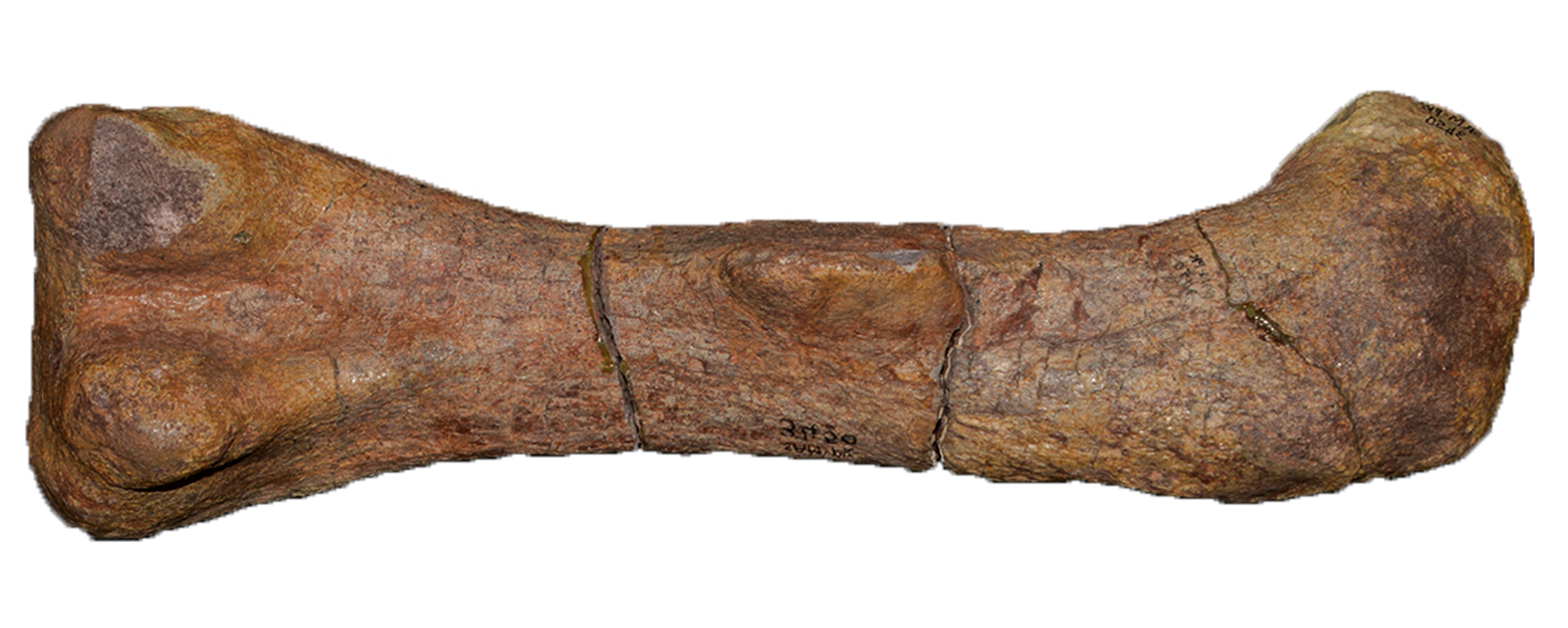
Левая бедренная кость

Образец получил код SAM 3449 SAM 3450 и был описан и назван в 1924 году Сидни Генри Хотоном. Кости были собраны в триасовых отложениях Нижнего Эллиота, Южная Африка. Первый полный череп меланорозавра был описан в 2007 году.

## Классификация
Меланорозавр не раз классифицировался как прозауропод, но по некоторым определениям зауроподов, меланорозавр — ранний зауропод. Тем не менее, эти определения принимаются не всегда.

## Описание

Сравнение размеров

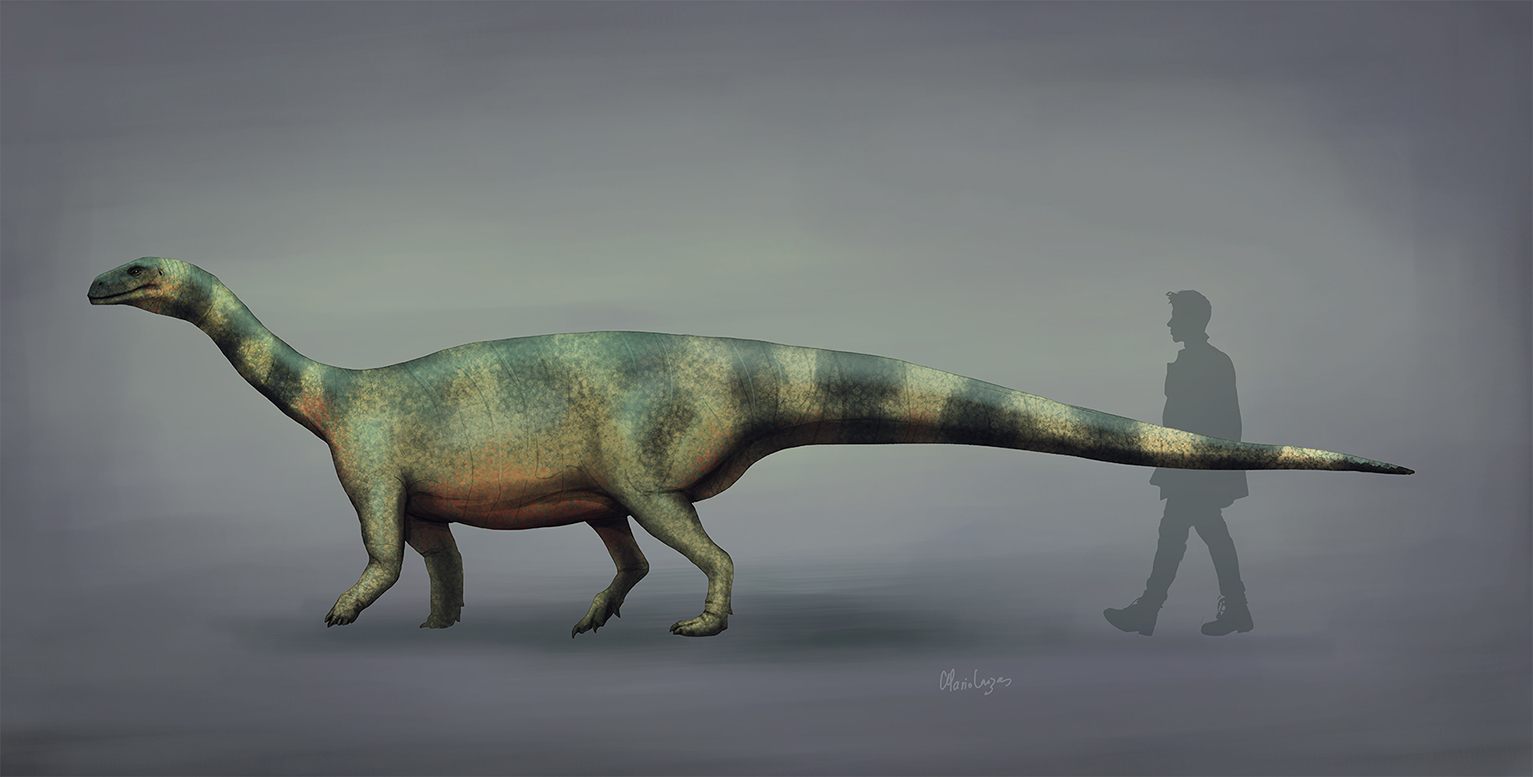
Реконструкция и сравнение размеров

Череп — примерно 250 мм, треугольной формы. На морде были отметины. Предчелюстная кость имела по четыре зуба на каждой стороне, как у примитивных завроподоморфов. Верхнечелюстная кость имела 19 зубов на каждой стороне челюсти.
Меланорозавр был около 8 метров в длину, весом 1,3 тонны.